# Щит Геракла
Щит Геракла (дав.-гр. Ἀσπὶς Ἡρακλέους) — грецька поема з 480 гекзаметричних віршів, вперше написана Гесіодом. Вірш заснований на гомерівському описі щита Ахілла у XVIII книзі «Іліади».

## Сюжет
В основі поеми лежить епізод з подвигів Геракла, в якому він вбиває Кікноса, сина Ареса. Це, головним чином, є приводом для довгого опису щита героя. Щит виготовлений з бронзи, інкрустований дорогоцінними матеріалами: золотом, сріблом, слоновою кісткою та електрумом. У центрі щита зображено дракона, на голові якого сидить Еріда, богиня розбрату. Мотив оточений різноманітними фігурами, серед яких зміїні голови, центавромахія, зображення Олімпу та сцени з легенди про Персея.

## Авторство та датування
Коротка передмова у верхній частині твору (рукописи) вказує на те, що вірші з 1 по 56 є уривками з 4-ї книги «Каталогу жінок», що змусило Арістофана Візантійського припустити, що твір насправді не був гесіоїдним. На цій же підставі Мегакл Афінський, Аполлоній Родоський та Стесіхор також тяжіли до автентичності твору.
Гіпотеза Аристофана була підтверджена двома папірусами з Оксиринха, що містять частину Каталогу, яка передує 1-56 віршам «Щита», і перші вірші самого «Щита». Сам текст не залишає жодних сумнівів.
На основі зовнішніх і внутрішніх свідчень щит можна датувати початком 6 століття до нашої ери. Перші зображення міфу про Геракла та Кікна з'являються на аттичних вазах близько 565 року до н. е. і свідчать про добре знання твору, в тому числі деталей. У вступі до твору зазначено, як Стесіхор сприйняв атрибуцію Гесіода. Цей поет (автор нині втраченої поеми «Циклоп», яка розповідає про іншу традицію, ніж «Щит») творив між 570 та 540 роками до нашої ери. Це ставить кінцеву дату написання поеми близько 570 р. до н. е.

## Український переклад
- Гесіод. Походження богів. Роботи і дні. Щит Геракла / Пер. з давньогрец., передм. і комент. А. О. Содомори. — 136 с. — 1000 прим. — ISBN 978-617-629-490-0.